# 八百津駅
八百津駅（やおつえき）は、岐阜県加茂郡八百津町伊岐津志にあった、名古屋鉄道八百津線の駅（廃駅）である。同線の廃線に伴い、2001年（平成13年）10月1日に廃駅となった。八百津町の中心地からはやや離れていて、木曽川を渡った対岸（旧・可児郡錦津村大字伊岐津志。1955年に八百津町と合併）に位置していた。
廃線までは御嵩町に向かう広見線と八百津町に向かう八百津線が、明智駅において2つの線に分岐しており、当駅は八百津線の終着駅であった。

## 歴史
開業当初は直流電化されており、1970年代には2両編成の電車で運行されていた他、休日には蘇水湖への観光客のための特急列車が7000系パノラマカー4両で乗り入れていた。1984年（昭和59年）に八百津線がレールバスに置き換わってからは電化設備が撤去され、同時に全列車ワンマン化に伴いホームの明智方面には運転士が安全確認に用いるバックミラーが設置された。
2001年（平成13年）の八百津線廃線に伴う廃駅後、駅舎等は撤去されている。その後旧駅前ロータリーを含めた敷地が宅地造成され、住宅が建築された。駅跡には「八百津駅跡」と書かれた石碑とごく短い線路が残されていたが、路線については防草シート設置の際に撤去された。

### 年表
- 1930年（昭和5年）10月1日：東美鉄道の兼山 - 当駅間開業とともに開業。
- 1943年（昭和18年）3月1日：名古屋鉄道が東美鉄道を合併。同社の東美線の駅となる。
- 1948年（昭和23年）5月16日：線名改称により八百津線の駅となる。
- 1952年（昭和27年）3月：丸山ダム建設工事線として、丸山水力専用鉄道 当駅 - 錦織間開業。
- 1954年（昭和29年）6月1日：丸山水力専用鉄道 当駅 - 丸山発電所間廃止。
- 1962年（昭和37年）度：貨物営業廃止[2]。
- 2001年（平成13年）10月1日：八百津線廃止に伴い廃駅となる。

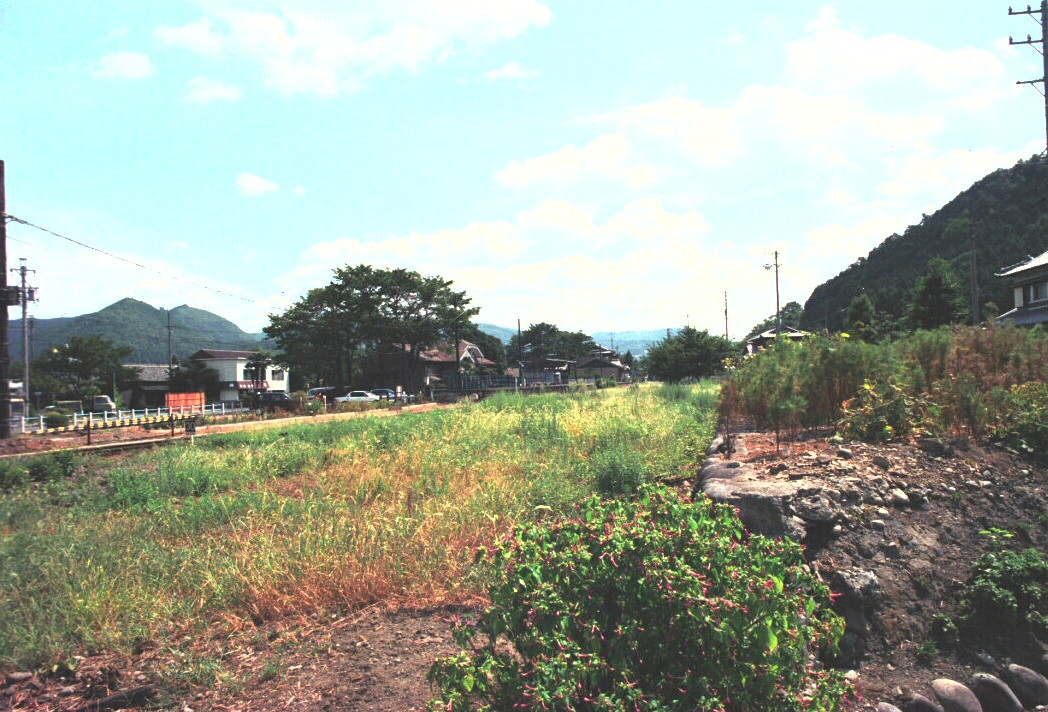
広い構内（1998年8月）
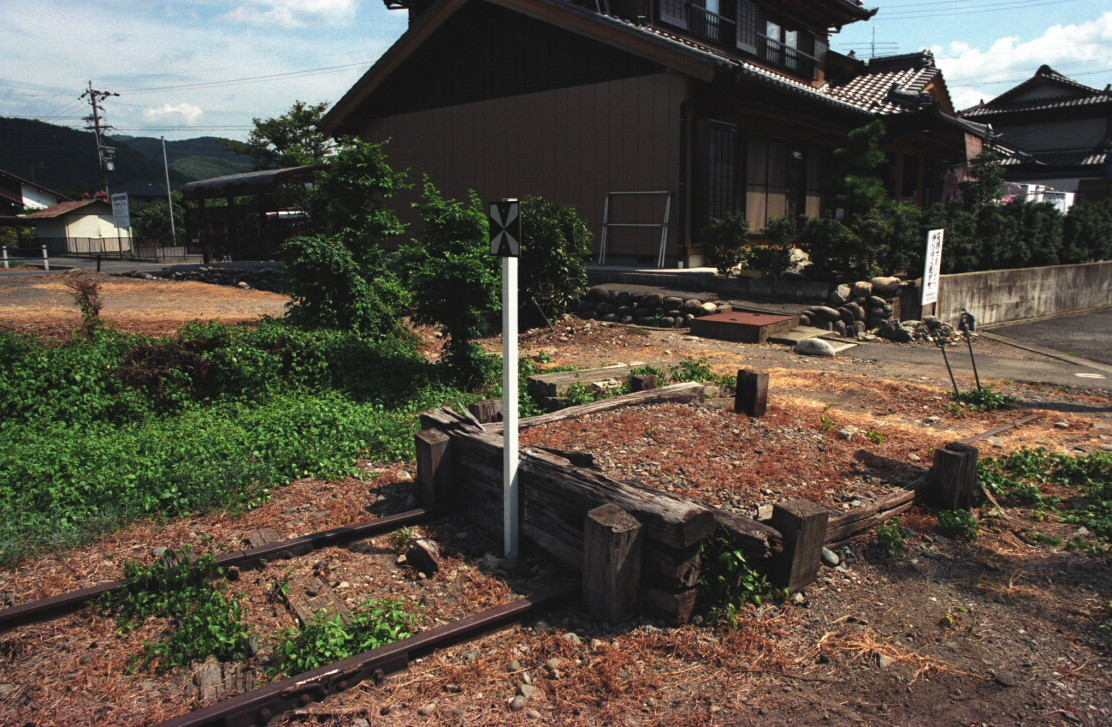
終端部（1998年8月）

## 駅構造

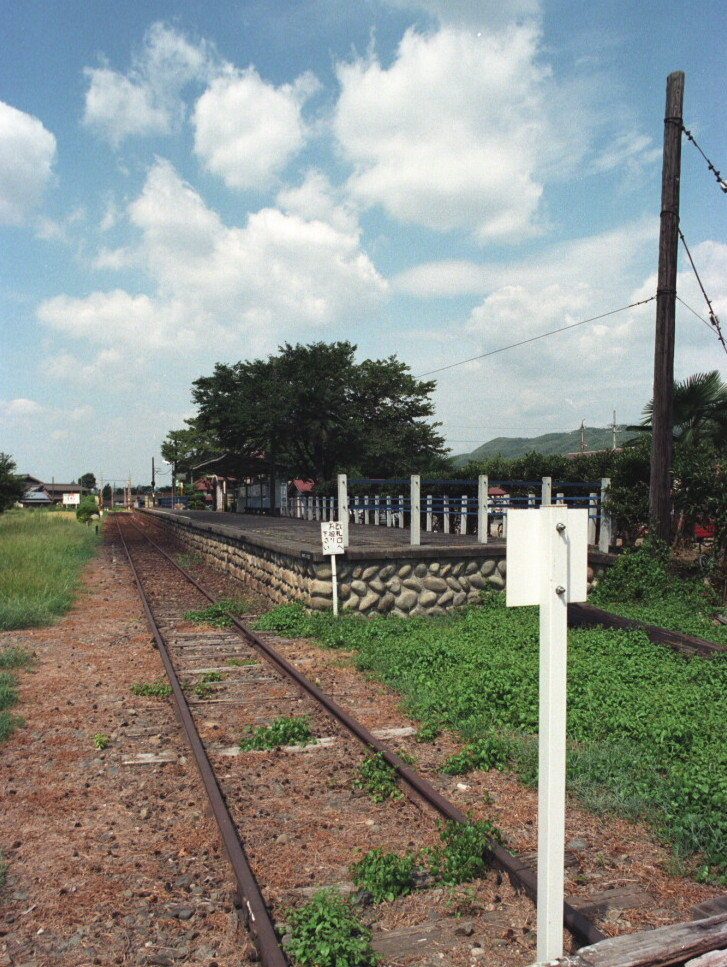
ホーム（1998年8月、線路終端側から）

プラットホームは4両編成対応1面1線のみの有人駅だった（一部の時間は無人）。かつては丸山ダム方面まで線路（丸山水力専用鉄道）が延びていたため、側線が増設（後に撤去）されており御嵩駅のような頭端式ではなかった。自動券売機等は一切なかった。

### 配線図
| ← 伏見口 方面                         | 八百津駅 構内配線略図（1957年） | → 丸山水力 専用鉄道 （1954年廃止） |
| 凡例 出典:停車場配線略図 昭和32年調査 |                                 |                                    |

| ← 明智方面 | 八百津駅 構内配線略図（1993年） |  |
| 凡例 出典: |                                 |  |

## 乗客・貨物の推移
- 『名古屋鉄道百年史』によると1992年度当時の1日平均乗降人員は1,366人であり、この値は岐阜市内線均一運賃区間内各駅（岐阜市内線・田神線・美濃町線徹明町駅 - 琴塚駅間）を除く名鉄全駅（342駅）中199位、広見線・八百津線（16駅）中9位であった[1]。
- 『『岐阜県統計書デジタルアーカイブ』』による統計は以下の通り（1936-1954年は該当項目なし、1964年以降はネット未公開）

| 年度 | 乗車人員 | 降車人員 | 貨物発送トン | 貨物到着トン |
| ---- | -------- | -------- | ------------ | ------------ |
| 1930 | 17,362   | 16,506   | 372          | 1,254        |
| 1931 | 32,904   | 34,736   | 983          | 2,001        |
| 1932 | 30,686   | 32,810   | 1,187        | 2,756        |
| 1933 | 34,746   | 36,638   | 1,014        | 2,733        |
| 1934 | 36,207   | 37,594   | 807          | 1,908        |
| 1935 | 39,304   | 40,873   | 592          | 1,802        |
|      |          |          |              |              |
| 1955 | 274,010  | 274,614  | 4,885        | 2,749        |
| 1956 | 310,923  | 311,264  | 2,669        | 2,564        |
| 1957 | 322,864  | 322,896  | 1,202        | 2,418        |
| 1958 | 344,064  | 347,713  | 1,529        | 2,665        |
| 1959 | 327,816  | 343,389  | 2,479        | 2,022        |
| 1960 | 344,816  | 348,686  | 1,520        | 1,345        |
| 1961 | 349,532  | 357,699  |              |              |
| 1962 | 368,897  | 379,569  | 66           | 1,152        |
| 1963 | 404,489  | 416,441  | 41           | 131          |

## 駅周辺
- 岐阜県立八百津高等学校
- 八百津町役場
- 加茂警察署八百津交番
- 十六銀行 八百津支店
- 東濃信用金庫 八百津支店
- 山田酒造
- 岐阜県道83号多治見白川線
- YAOバス 塩口バス停

## 隣の駅
名古屋鉄道
八百津線
中野駅 - 八百津駅
- 1965年4月5日までは、中野駅との間に伊岐津志駅が存在した。

関西電力
丸山水力専用鉄道
八百津駅 - 錦織駅